# Carlo Luciano Alessio
Carlo Luciano Alessio (1919-24 de junio de 2006) fue un micólogo italiano. Es conocido por su experiencia en las amanitas, géneros Inocybe y Boletus.

## Especies descritas
- Boletus pulchrotinctus Alessio (1985)
- Hebelomina microspora Alessio (1977)
- Inocybe abnormispora Alessio (1987)
- Inocybe pseudobrunnea Alessio (1987)
- Inocybe pseudograta Alessio (1983)
- Inocybe substraminea Alessio (1980)
- Inocybe urbana Alessio (1980)
- Lyophyllum solitarium Alessio (1983)
- Psalliota infida Alessio (1975)
- Xerocomus ichnusanus Alessio (1984)
- Xerocomus roseoalbidus Alessio (1987)

## Algunas publicaciones
- Carlo Luciano Alessio, I Boleti, Ceva, Gruppo Micologico Cebano, 1969, 303 pp.
- Carlo Luciano Alessio, Boletus Dill. ex L. (sensu lato), Saronno, Giovanna Biella, coll. « Fungi Europaei » (no 2), 1985, 712 pp.
- Carlo Luciano Alessio, Supplemento a Boletus Dill. ex L. (sensu lato), Saronno, Giovanna Biella, coll. « Fungi Europaei » (no 2A), 1991, 126 pp.
- Carlo Luciano Alessio, Boletus e Inocybe, Saronno, Giovanna Biella, coll. « Fungi non delineati raro vel haud perspecte et explorate descripti aut definite picti » (no 3), 1998, 40 pp.

- La abreviatura «Alessio» se emplea para indicar a Carlo Luciano Alessio como autoridad en la descripción y clasificación científica de los vegetales.[2]